# Филаделфија (Италија)
Филаделфија је насеље у Италији у округу Вибо Валенција, региону Калабрија.
Према процени из 2011. у насељу је живело 2644 становника. Насеље се налази на надморској висини од 583 м.

## Становништво
Према резултатима пописа становништва 2011. у општини је живело 5.638 становника.
| 1951. | 1961. | 1971. | 1981. | 1991. | 2001. | 2011. |
| ----- | ----- | ----- | ----- | ----- | ----- | ----- |
| 9.674 | 9.092 | 8.651 | 8.495 | 8.099 | 6.283 | 5.638 |